# Nafissatou Cissé
Nafissatou Cissé, née le 6 décembre 1997 à Gorgadji, est une actrice de cinéma burkinabè. Elle a incarné le rôle principal dans le film Sira de la réalisatrice Apolline Traoré.

## Biographie

### Enfance et études
Nafissatou Cissé naît le 6 décembre 1997 à Gorgadji dans la région du Sahel au Burkina,. Elle obtient le baccalauréat Série A et fréquente l’Université Aube Nouvelle dans la faculté de Markéting et Gestion commerciale. Étudiante, elle participe pour la première fois à un casting pour le tournage du film Sira en 2021. Elle est retenue parmi des milliers de candidatures pour incarner le rôle principal du film qui obtient l’Étalon d’argent à la 28e Fespaco. Elle est nommée au Sotigui Award dans la catégorie de la meilleure jeune actrice,.

## Filmographie

### Long métrage

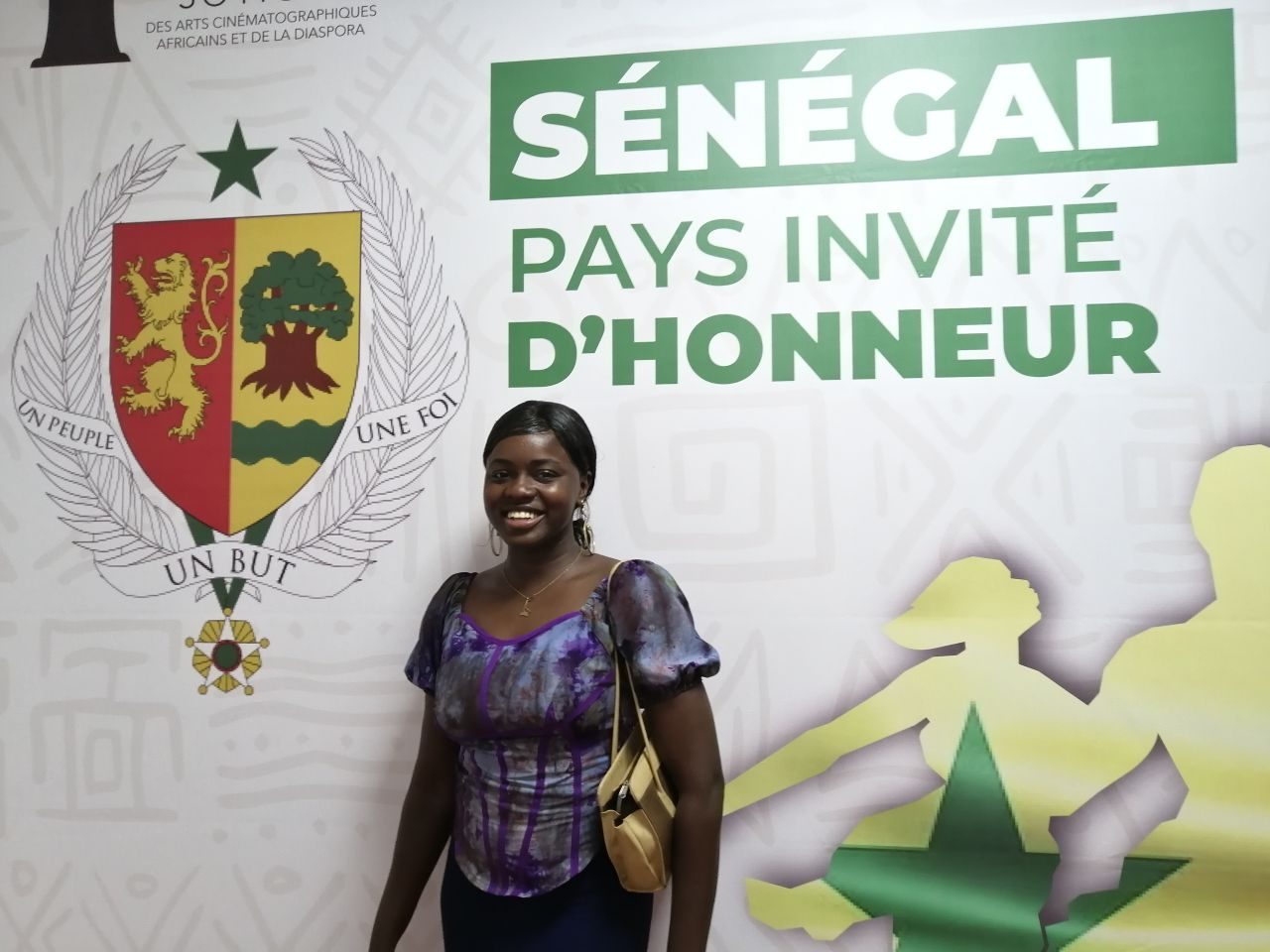
Nafissatou Cissé lors Sotigui Awards 2023

- 2022 : Sira d'Apolline Traoré[6],[7]

## Distinctions
- 2023 : Prix de la meilleure interprétation féminine[2]
- 2023: Prix Gallion d'or de la meilleure actrice à la deuxième édition du festival Master International Film Festival(MIFF) en Tunisie. Son prix lui a été remis par Férid Boughedir[1]
- 2023: Prix sotigui 2023 du meilleur plus jeune acteur africain[8]